# Щит (созвездие)
Щит (лат. Scutum, Sct) — созвездие южного полушария неба вблизи небесного экватора. Занимает на небе площадь в 109,1 квадратного градуса, содержит 28 звёзд, видимых невооружённым глазом.

## Условия наблюдения
Наблюдается по всей территории России. Полная видимость на широтах южнее +74°. Лучшие условия наблюдения — июль.

## История

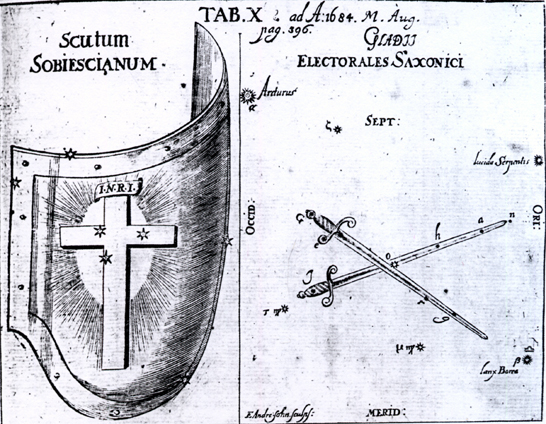
Рисунок из публикации 1684 года, где были введены созвездия Щит Собеского и Мечи Курфюрста Саксонского. Зеркально отражённое изображение (запад слева)

Родовой герб Яна Собеского «Янина»

Введено Яном Гевелием в 1684 году и названо им «Щит Собеского» (лат. Scutum Sobiescianum) в честь польского короля и полководца Яна Собеского, который годом ранее разбил турок-османов и остановил их экспансию в Европе, а также покровительствовал Гевелию и его обсерватории.
Гевелий ввёл созвездие Щита в той же статье журнала Acta eruditorum, где Готфрид Кирх предложил созвездие Мечей Курфюрста Саксонского в честь своего покровителя (тоже участвовавшего в упомянутом сражении). Расположение этих созвездий на небе перекликается с расположением Польши и Саксонии на Земле. Кроме того, находящийся рядом со Щитом Орёл мог ассоциироваться с гербом Польши.
Созвездие приобрело популярность после появления в небесном атласе «Уранография», изданном посмертно в 1690 году. В отличие от всех остальных геральдических созвездий, которые во множестве вводились в XVII—XVIII веках, Щит сохранился на звёздных картах до наших дней. Вероятно, этому поспособствовал высокий научный авторитет Гевелия.
Международный астрономический союз в 1922 году утвердил название созвездия в сокращённом виде — «Щит» (Scutum). Однако память о Собеском сохранилась в названии ярчайшей звезды созвездия, которая носит имя родового герба короля «Янина».

## Интересные объекты
- Скопление Дикая Утка (M 11, NGC 6705) — рассеянное звёздное скопление, которое находится на расстоянии 6 000 световых лет. Одно из самых плотных и компактных скоплений из известных. Содержит около 2900 звёзд. В ясную безлунную ночь его можно попытаться увидеть невооружённым глазом[4].
- M 26 (NGC 6694) — рассеянное скопление, простирающееся на 22 световых года. Находится на расстоянии 5000 световых лет. Интересной особенностью M 26 является область с низкой плотностью звёзд около ядра[5].
- NGC 6664 — рассеянное звёздное скопление[6].
- δ Щита — прототип класса переменных звёзд (переменные типа δ Щита)[7].
- Stephenson 2-18 — самая крупная известная звезда (радиус — 2158 R☉). Если Stephenson 2-18 поместить в центр Солнечной системы, то его фотосфера поглотит орбиту Сатурна[8].